# جزيرة بلو ووترز
جزيرة بلو ووترز هي جزيرة اصطناعية تقع أمام مساكن شاطئ جميرا بالقرب من مرسى دبي.تم البدء في إنشاء الجزيرة في 2013 وتم الانتهاء منها في 2018.
تمت الموافقة على المشروع من قبل محمد بن راشد آل مكتوم، نائب رئيس الدولة رئيس مجلس الوزراء حاكم دبي، وتم الكشف عنه في 13 فبراير 2013. تم بناؤها على أرض مستصلحة من قبل شركة مراس القابضة، مع أعمال التجريف التي قامت بها شركة فان أورد، الشركة الهولندية المعروفة بعملها في نخلة جميرا، بتكلفة تقدر بـ 6 مليارات درهم إماراتي (1.6 مليار دولار أمريكي، بما في ذلك عين دبي، . كان من المقرر أن يبدأ البناء في أبريل 2013، لكنه بدأ فعليًا في 20 مايو 2013. تم افتتاحه في نوفمبر 2018.
يتألف المشروع من جزأين؛ أحدهما سياحي يضم عجلة عين دبي، التي تشتهر بكونها أعلى عجلة ترفيهية في العالم بارتفاع يقارب 250 متر،و مئات المتاجر وعدد من المطاعم والمقاهي والفنادق . أما الجزء الثاني يتألف من وحدات سكنية موزعة على 10 مباني سكنية و4 وحدات بنتهاوس و17 منزل تاون هاوس، و698 شقة، وآلاف المواقف للسيارات.
تضم الجزيرة مناطق للترفيه والضيافة والسكن والبيع بالتجزئة، ومن المتوقع أن تجتذب أكثر من ثلاثة ملايين زائر سنويًا.
تضم الجزيرة منتجع بانيان تري دبي، المعروف سابقًا باسم سيزرز بالاس دبي، وهو منتجع خمس نجوم أعيد افتتاحه تحت العلم الجديد في نوفمبر 2023. تضم بلووترز أيضًا حوالي 200 منفذ لبيع المشروبات والتجزئة والمواد الغذائية في الطابق الأرضي من المباني السكنية وقسم الترفيه في الجزيرة. يبلغ إجمالي عدد المباني السكنية في الجزيرة 10 مباني، ويعتبر كل منها متوسط الارتفاع ويضم 15 طابقًا أو أقل.وتتصل الجزيرة بالبر الرئيسي عبر جسور المشاة

## مناطق الجذب في جزيرة بلو ووترز

#### عين دبي
طُوِّرَت عجلة عين دبي من قبل شركة دبي القابضة، وتُعد أعلى وأكبر عجلة ترفيهية في العالم، حيث يبلغ ارتفاعها 250 متراً، و بلغت تكلفة مشروع عين دبي حوالي مليار درهم إماراتي.وتتميز بتصميمها و ضمها لشاشات LED تُعد الأضخم على مستوى العالم.و تتكون العجلة من 48 كبسولة، وتتسع العجلة كاملة لما يقارب 1,750 راكباً في دورة واحدة،ومدة دوران عين دبي تستغرق 38 دقيقة وتتمتع مقصوراتها بزجاج مزدوج يحمي الركاب من الأشعة تحت الحمراء وفوق البنفسجية، وتمنح الركاب إضاءة ورؤية واضحة مع إطلالات بزاوية 360 درجة على مدينة دبي ومعالمها ويدعم العجلة أكثر من 192 كابلاً يبلغ طولها الإجمالي 2,400 كيلومتر.

#### متحف مدام توسو دبي
يعد متحف مدام توسو، وهو متحف الشمع في دبي، الأول من نوعه في الشرق الأوسط ، و يضم مجموعة من التماثيل التي تجسد العديد من الشخصيات العالمية المعروفة، من مختلف المجالات؛ كالأفلام والرياضة والعلماءو الشخصيات مؤثرة في العالم، لكن ما يميزها أنها مصنوعة من الشمع بواسطة أحدث التقنيات والأدوات لتُظهر أدق التفاصيل.

#### أوبلونج معرض الفن المعاصر
يعد المعرض منصة للتبادل الثقافي من خلال عرض أفضل الأعمال الفنية على المستويين العالمي والمحلي، ويوفر التعليم والتدريب، من خلال الورش والمبادرات التعليمية ؛ مثل برنامج التبادل الفني بين الثقافات بين دبي و مدينة بييتراسانتا الإيطالية، وهي المدينة التي تشتهر بأعمال النحت على الرخام والبرونز.

## معرض الصور

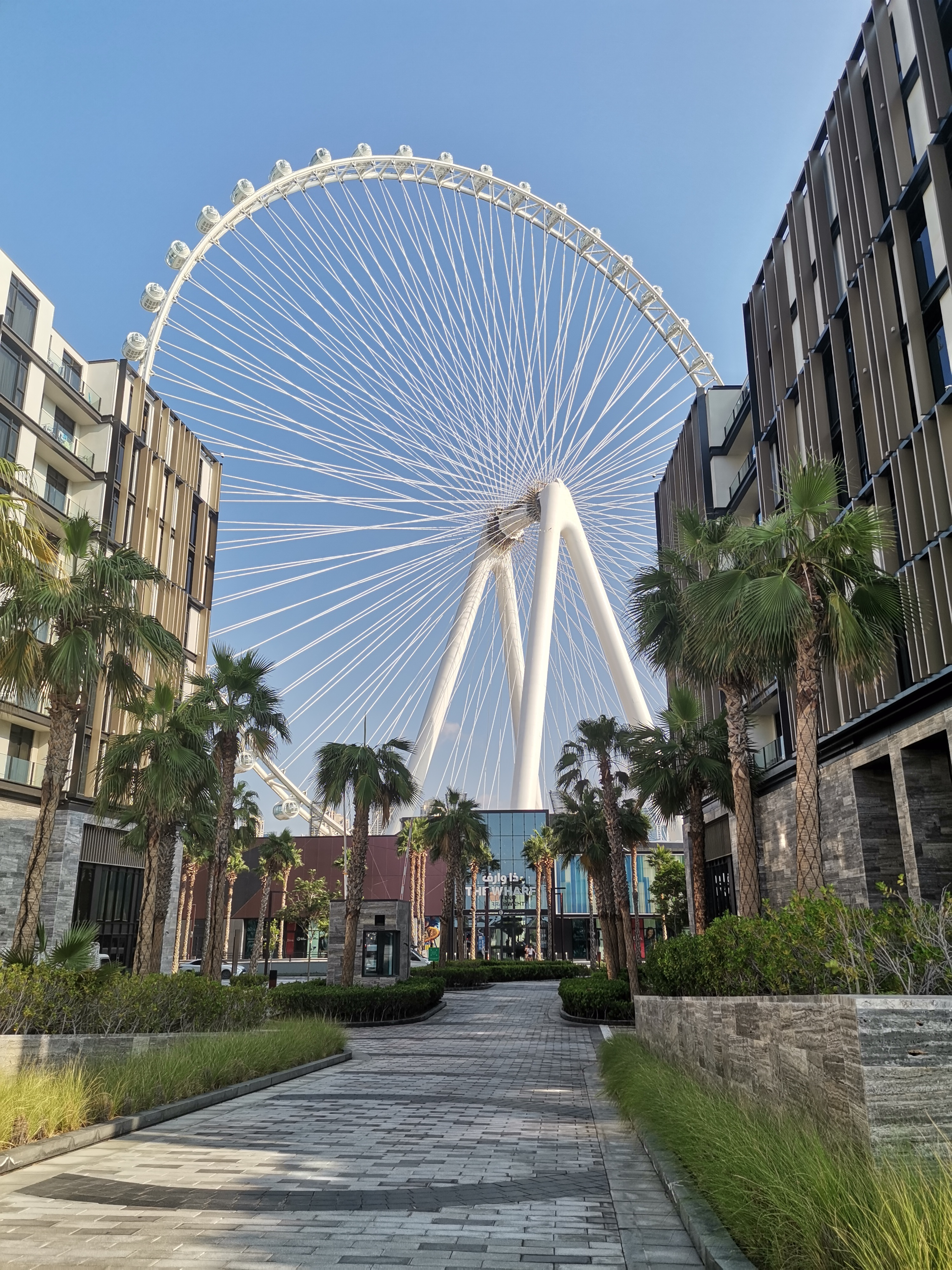

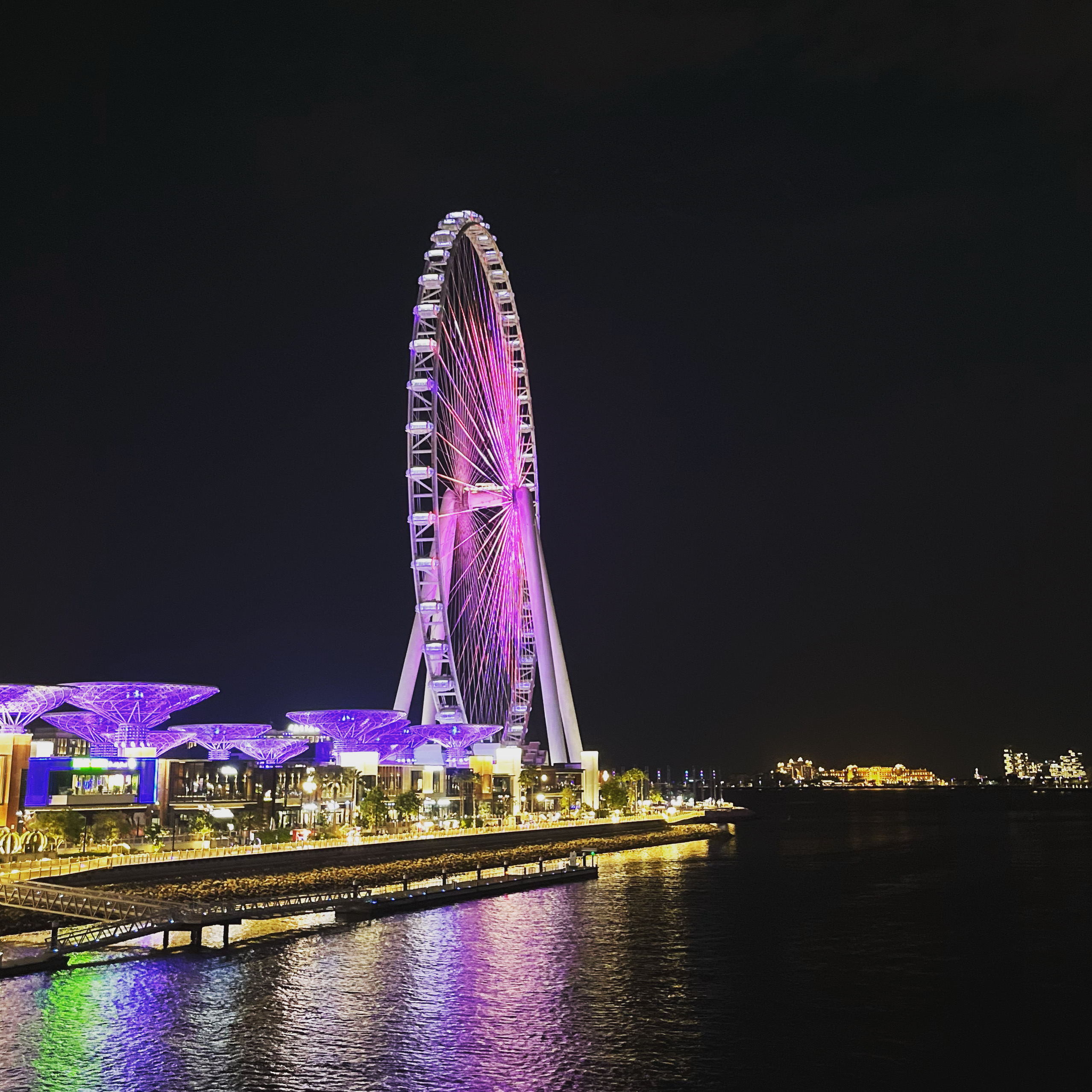
عين دبي